# Юркостров
Юрко́стров (карел. Jyrksuari) — деревня в Кондопожском районе Республики Карелия, входит в состав Гирвасского сельского поселения. Комплексный памятник истории.

## География
Деревня находится на автодороге Петрозаводск — Гирвас.

## Население
| 2002 | 2009 | 2010 | 2013 |
| ---- | ---- | ---- | ---- |
| 192  | ↘152 | ↘101 | ↘87  |

## Улицы
| - ул. Лесная, - ул. Почтовая, | - ул. Центральная, - ул. Школьная. |